# 1960年夏季残疾人奥林匹克运动会荷兰代表团
1960年夏季残疾人奥林匹克运动会荷兰代表团是荷兰派出的1960年夏季残疾人奥林匹克运动会代表团。获得3枚金牌和6枚银牌。